# Anomalochrysa maclachlani
Anomalochrysa maclachlani är en insektsart som beskrevs av Blackburn 1884. Anomalochrysa maclachlani ingår i släktet Anomalochrysa och familjen guldögonsländor.

## Underarter
Arten delas in i följande underarter:
- A. m. simillima
- A. m. maclachlani